# النجارق
النجارق هي قرية في مقاطعة ميانة، إيران. عدد سكان هذه القرية هو 278 في سنة 2006.